# Italië op het Eurovisiesongfestival 1983
Italië deed mee aan het Eurovisiesongfestival 1983 in München (Duitsland). Het was de zesentwintigste deelname van het land.

## Nationale selectie
Net zoals de voorbije jaren besloot de RAI, de Italiaanse nationale omroep, hun kandidaat voor het Eurovisiesongfestival intern te kiezen. Er werd gekozen voor Riccardo Fogli met het lied Per Lucia.

## In München
In München moest Italië aantreden als vijfde net na Zweden en voor Turkije.
Op het einde van de puntentelling bleek dat Riccardo Fogli op een 11de plaats was geëindigd met 41 punten.
Nederland en België hadden geen punten over voor deze inzending.

### Gekregen punten

#### Finale
| 12 punten | 10 punten | 8 punten      | 7 punten               | 6 punten           |
| --------- | --------- | ------------- | ---------------------- | ------------------ |
|           |           | - Joegoslavië | - Frankrijk - Portugal | - Israël           |
| 5 punten  | 4 punten  | 3 punten      | 2 punten               | 1 punt             |
|           | - Turkije | - Spanje      | - Griekenland - Zweden | - Cyprus - Finland |

### Punten gegeven door Italië

#### Finale
Punten gegeven in de finale:
| 12 punten | Luxemburg           |
| 10 punten | Frankrijk           |
| 8 punten  | Zweden              |
| 7 punten  | Zwitserland         |
| 6 punten  | Duitsland           |
| 5 punten  | Oostenrijk          |
| 4 punten  | Nederland           |
| 3 punten  | Israël              |
| 2 punten  | Verenigd Koninkrijk |
| 1 punt    | Joegoslavië         |

1956 · 1957 · 1958 · 1959 · 1960 · 1961 · 1962 · 1963 · 1964 · 1965 · 1966 · 1967 · 1968 · 1969 · 1970 · 1971 · 1972 · 1973 · 1974 · 1975 · 1976 · 1977 · 1978 · 1979 · 1980 · 1981-1982 · 1983 · 1984 · 1985 · 1986 · 1987 · 1988 · 1989 · 1990 · 1991 · 1992 · 1993 · 1994-1996 · 1997 · 1998-2010 · 2011 · 2012 · 2013 · 2014 · 2015 · 2016 · 2017 · 2018 · 2019 · 2020 · 2021 · 2022 · 2023 · 2024 · 2025